# Foucault (livro de Deleuze)
Foucault é um livro de 1986 do filósofo francês Gilles Deleuze no qual ele discorre sobre a obra de Michel Foucault. Assim como em outros trabalhos sobre os principais filósofos — como em  Nietzsche e a filosofia (1962) e Espinosa e o problema da expressão (1968) — Deleuze pensa junto a Foucault em vez de escrever um guia sobre sua filosofia. O livro aborda os fundamentos conceituais da extensa obra de Foucault, abordando com profundidade duas de suas obras paradigmáticas: A Arqueologia do Saber (1969) e Vigiar e punir (1975).

## Interpretação de dispositivo
Em relação ao conceito foucaultiano de dispositivo, Deleuze argumenta que este é composto por quatro dimensões:
1. uma máquina que faz ver;
2. uma máquina que faz falar;
3. as linhas de força;
4. a subjetivação.

Desse modo, o saber é formado pela combinação entre o visível (a máquina visual) e o enunciável (a máquina de enunciação). A terceira dimensão das linhas de força depende, por sua vez, do campo das relações de poder; e este é afetado pela quarta dimensão, a da subjetivação: "Enquanto o poder funciona por uma espécie de compromisso entre  uma  linha  e outra, a subjetivação implica uma dobra, quando a linha volta-se para si mesmo e escapa das dimensões do poder e do saber".